# Бровді Іван Васильович
Іван Васильович Бровді (народився 2 червня 1939 року в селі Онок Виноградівського району Закарпатської області — 2 березня 2023, Мукачеве) — український скульптор, живописець. Народний художних України.
Закінчив Ужгородське училище прикладного мистецтва. Спочатку Іван Бровді брався за все, та найбільших успіхів він досяг у декоративно-монументальній скульптурі та станковому живописі (в останні роки). Не обмежений бажанням догодити невибагливим смакам, щасливо оминаючи спокуси та зваби комерційного попиту, автор вдається до філософічно-асоціативної образності мовлення, використовує зображальні можливості сміливих деформацій, художніх гіпербол та метафор.

## Роботи
- 1999 рік — Пам'ятник Кирилу і Мефодію в Мукачево
- 12 червня 2010 року — Пам'ятник Щасливому Сажотрусу в Мукачево
- 1978 рік — Алегорична робота «Син і вир» біля Синевирського озера на Верховині
- 1980 рік — «Зодчий» для Закарпатського етнографічного музею просто неба в Ужгороді
- 1986 рік — Серія чотирьох барильєфів «Історія Мукачева» у дворі школи мистецтва
- 1998 рік — Дерев'яний рельєфний портрет Августина Волошина
- 1998 рік — "Винороби"
- 1999 рік — "Ангел"
- 1999 рік — "Вівці мої, вівці"
- 2001 рік — "Добровольці"
- 2015 рік — Унікальний пам'ятник ромам «Циган- двірник»

## Місцезнаходження основних творів
- м. Берегово — (скульптура, живопис);
- м. Ужгород — (скульптура, живопис);
- м. Ужгород — Закарпатський художній музей ім. Бокшая;
- м. Ужгород — Закарпатський краєзнавчий музей;
- м. Ужгород — Закарпатський музей архітектури і побуту;
- м. Мукачево — (скульптура, живопис);
- м. Москва — (скульптура, живопис);
- м. Київ — (скульптура, живопис);
- м. Київ — Національний музей України;
- м. Київ — Печерська Лавра;
- м. Київ — Національна спілка художників України;
- м. Вінниця — (різьба по дереву);
- м. І. Франківськ — (різба по дереву);
- м. Рівне — (різьба по дереву);
- м. Тернопіль — (живопис, різьба по дереву)

## Приватні колекції
Україна, Росія, Ізраіль, США, Канада, Німеччина, Італія, Австрія, Словаччина, Польща, Австралія.

## Досягнення
- 1998 року — Лауреат премії ім. А.Ерделі та Й.Бокшая
- 1997 року — Заслужений художник України
- 2008 року — Народний художник України
- 1972 року — Лауреат обласної комсомольської премії ім. Д. Вакарова
- 1970 року — Заслужений учитель України
- 2012 року — Лауреат обласної премії імені Й. Бокшая та А. Ерделі за скульптурну композицію «1998. Рік біди і випробування»
- 1968 року — Член Національної Спілки художників України
- 1971 року — Нагороджений бронзовою медаллю Виставки досягнень народного господарства СРСР
- 2011 року — Почесний громадянин Мукачева
- 2010 року — Почесний громадянин с. Онок Виноградівського району, Україна

## Родина
Дружина — українська художниця Лариса Бровді. Доньки Тамара і Кароліна Бровді.